# Șieu-Odorhei
Șieu-Odorhei é uma comuna romena localizada no distrito de Bistrița-Năsăud, na região histórica da Transilvânia. A comuna possui uma área de 51.16 km² e sua população era de 2609 habitantes segundo o censo de 2007.